# 長谷川吉茂
長谷川 吉茂（はせがわ きちしげ、1949年（昭和24年）9月30日 - ）は、日本の銀行家。山形銀行相談役。山形県EU協会会長。公益財団法人山形美術館評議員。 

## 来歴・人物
山形銀行頭取、会長を歴任した長谷川吉郎の長男として山形県山形市に生まれる。
山形県立山形東高等学校を首席で卒業後、東京大学に進学する。在学中は、東大紛争の真っ只中、学生生活を送り自治委員も務めた。もともとは、天文学者を志望していたが、父の影響もあり経済学部に進路を変更し卒業する。
1973年（昭和48年）、住友銀行（現・三井住友銀行）に入行。調査部に長く在籍しあまたの企業を訪問したほか、出向も経験した。また、住銀発行の経済月報誌には数度にわたってレポートも執筆した。
1985年（昭和60年）山銀に転じ、入行20年目となる2005年（平成17年）6月、満を持して頭取に昇格した。
頭取就任以来、公私共に忙しくまとまった休みはない状態だが、これは長谷川家に生まれたものの宿命と割り切りながら、「銀行頭取というものは、誰しもこんなものではないだろうか」とも述べる。支店長OBが亡くなれば、葬儀には極力自身が参列するようにし、行員OBが亡くなれば、在住近隣支店から行員が、葬儀に際してはお手伝いに伺うことにしている。そこまで面倒をみる。行員を大事にしていきたいと語る。4年制大学卒業の女子には、就職先として山銀は、人気が高く、日本経済新聞の東北企業就職先ランキングでは、ベスト5の常連である。すでに、女性の支店長は2名活躍しているが「家庭をもって、子育てをしながら、支店長職を勤められる女性行員をつくる」ということが目標である。
2023年（令和5年）6月、 約18年間務めた頭取から会長に退き、2025年（令和7年）6月相談役に就く。

## 親族
山銀常務を務める長谷川泉は次女。バイオリニスト堀米ゆず子はいとこ。

## 略歴
- 山形県立山形東高等学校卒業。
- 1972年（昭和47年）- 東京大学経済学部経済科卒業。
- 1973年（昭和48年）- 住友銀行（現・三井住友銀行）入行 調査第二部長代理、業務企画部長代理等を歴任する。
- 1985年（昭和60年）- 山形銀行入行 常務取締役。
- 1993年（平成5年）- 専務取締役。
- 2005年（平成17年）- 代表取締役頭取。
- 2023年（令和5年）- 代表取締役会長。
- 2025年（令和7年）- 相談役。

## 著書
- 『長谷川吉郎従軍記』講談社ビジネスパートナーズ、1999年8月。ISBN 978-4876014828。